# بخش موگویی
بخش موگوئی یکی از بخش های شهرستان فریدون‌شهر در استان اصفهان ایران است.

که در فروردین ۱۴۰۰ با تصویب هیئت دولت از استان چهارمحال و  بختیاری به شهرستان فریدونشهر اضافه شد.

## مردم
مردم این بخش لر بختیاری از ایل موگویی هستند و به زبان لری بختیاری سخن می گویند.

## تقسیمات کشوری
- بخش موگوئی 
  - دهستان پیشکوه موگوئی
  - دهستان پشتکوه موگوئی

مرکز بخش: روستای اسلام‌آباد (فریدون‌شهر)

## جمعیت
براساس سرشماری عمومی نفوس و مسکن در سال ۱۳۹۵ جمعیت بخش موگوئی برابر با ۵،۸۹۱ نفر بوده‌است.